# Neuer jüdischer Friedhof (Bullay)

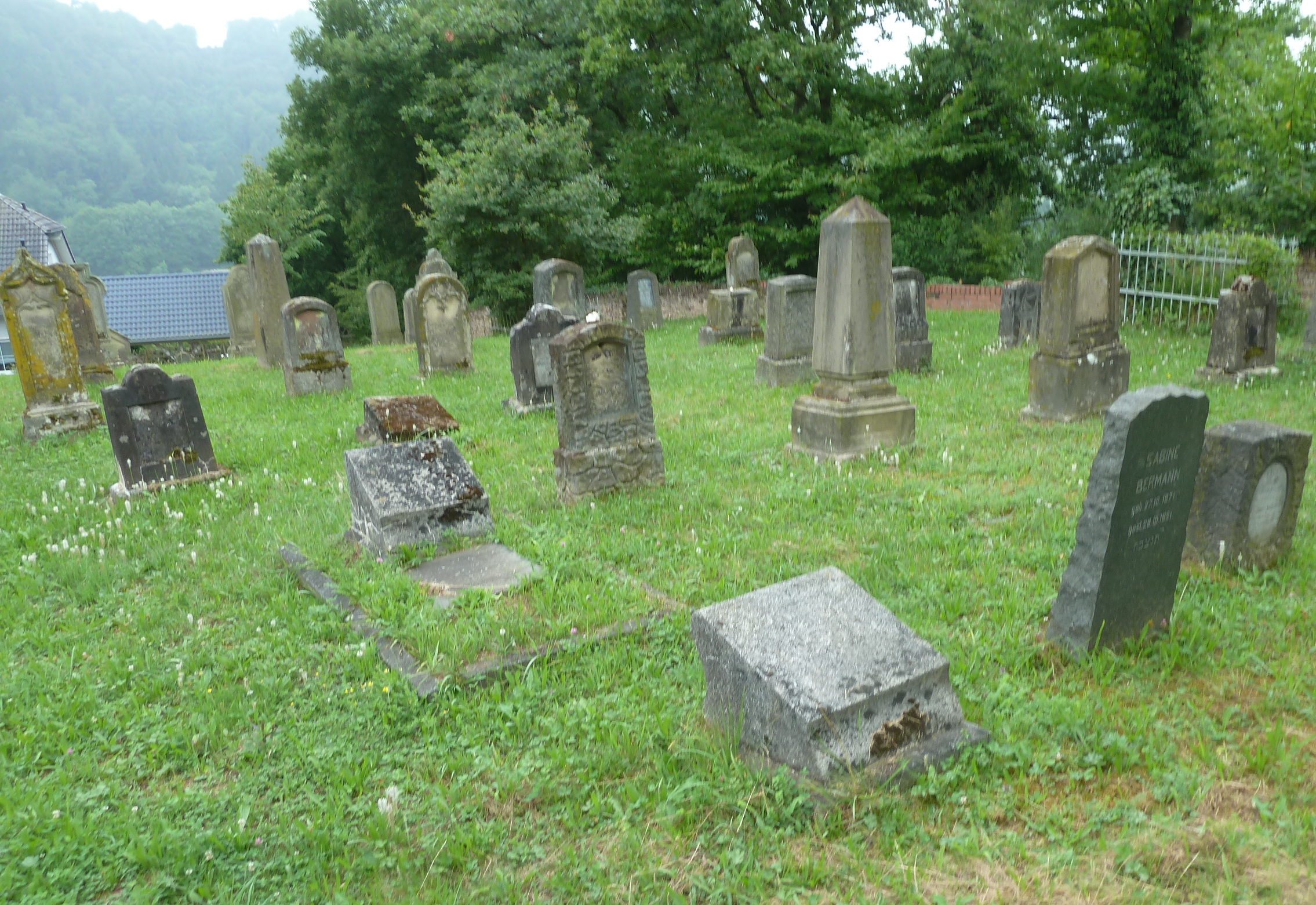
Neuer jüdischer Friedhof in Bullay

Der Neue jüdische Friedhof Bullay ist ein Friedhof in Bullay im Landkreis Cochem-Zell (Rheinland-Pfalz). 
Der jüdische Friedhof liegt an der Nispelter Kehr. Auf ihm befinden sich 44 Grabsteine. Die erste Bestattung auf dem Friedhof fand um das Jahr 1800 statt, die letzte im Jahr 1939. Im Jahr 1938 wurde der Friedhof zum Teil zwangsweise verkauft.